# ژانت د. لازاریان
ژانت دیگرانوهی لازاریان (به ارمنی: Ժանետ Տ. Լազարյան)؛ (به انگلیسی: Janet Lazarian)؛ زاده ۱۳۱۹ در تهران - درگذشته ۴ شهریور ۱۳۹۳ در تهران) پژوهشگر، روزنامه‌نگار و گالری‌دار ایرانی ارمنی‌تبار بود.

## زندگی
وی از خانواده‌ای مهاجر ارمنی از اهالی نخجوان در سال ۱۳۱۹ خورشیدی (۱۹۴۰ میلادی) در تهران متولد شد. تحصیلات ابتدایی را در تهران و اصفهان گذراند. سپس در رویال کالج لندن ادامه تحصیل داد.
ژانت لازاریان در سال ۱۳۴۲ خورشیدی نخستین منتقد موسیقی ایران در مجله فردوسی بود. مقالاتش از سال ۱۳۴۶ خورشیدی در نشریات مهم فرهنگی و هنری منتشر شده است. ده سال مسئول صفحه فرهنگی - هنری روزنامهٔ انگلیسی زبان تهران ژورنال بود و در جشنواره‌های مهم فیلم و موسیقی شرکت کرد و با گزارش‌ها و مقالات خود علاقه‌مندان را در جریان تحولات هنری جهان قرار داد.
لازاریان قبل از انقلاب دارای کارت خبرنگاری رسمی بود همکاری وی با روزنامه‌های اطلاعات و تهران ژورنال تا وقوع انقلاب ۱۳۵۷ ایران و بسته شدن این روزنامه ادامه داشت. از وی دعوت شد تا در زمان برگزاری جشنواره‌های دوبرونیک (یوگسلاوی سابق) و موسیقی معاصر لهستان، علاوه بر روزنامهٔ تهران ژورنال برای رادیو و تلویزیون و خبرگزاری پارس گزارش تهیه نماید.
در سال ۱۳۷۷ خورشیدی به دعوت کنگره بین‌المللی جهانی زنان ارمنی در پاریس تنها روزنامه‌نگار ارمنی ایرانی بود که در بخش روزنامه نگاران شرکت نمود. او در طی دهه‌های گذشته در ترتیب دادن نمایشگاه‌های خصوصی از نقاشان معاصر پیشگام بود و دبیر نمایشگاه هنرمندان معاصر ارمنستان در موزهٔ هنرهای معاصر تهران در سال ۲۰۰۱ میلادی و همچنین موزه ملی ارمنستان بود.

دانشنامه ایرانیان ارمنی به کوشش ژانت د. لازاریان

ژانت لازاریان در طی سال علاوه بر فعالیت‌های هنری و مطبوعاتی در اندیشهٔ تدوین (دانشنامه ایرانیان ارمنی) بود که سرانجام منتشر شد. در دوران روزنامه‌نگاری خود، ژانت لازاریان مصاحبه‌هایی با شخصیت‌های فرهنگی مانند ویلیام سارویان، کتی بربریان، زوبین مهتا، هربرت فن کارایان، آرام خاچاتوریان، آرنو باباجانیان، امیلی گیلس، پیتر بروک و یرژی کرتوفسکی انجام داد. وی مدیر مسئول «نگارخانهٔ لازار» در خیابان دروس تهران بود. وی در روز سه شنبه، چهارم شهریور ۱۳۹۳ (۲۶ اوت ۲۰۱۴ میلادی)، در سن ۷۴ سالگی و در پی بیماری در منزلش در تهران در گذشت و روز جمعه هفتم شهریور (۲۹ اوت) در «آرامستان بوراستان»، به خاک سپرده شد.
ژانت لازاریان همسر اول «نجف دریابندری» بود. که از او دو فرزند دختر و پسر به جا مانده است.

## نوشته‌ها
- "دانشنامه ایرانیان ارمنی": شرح حال مشاهیر ارمنی: نمایندگان مجلس، پژوهشگران … و مشاهیر ارمنی ساکن ارمنستان. به همراه تاریخ اجتماعی اقتصادی ارامنهٔ معاصر و جغرافیای تاریخی ارمنستان[۲] - انتشارات هیرمند (مرکز بین‌المللی گفتگوی تمدنها) ۱۳۸۲